# 스티브 크로닌
스티브 마이클 크로닌(Steve Michael Cronin, 1983년 5월 28일 ~ )은 미국 출신의 축구 선수이다. 미국 17세 이하 대표팀으로 활약했으며, 스웨덴과의 경기에서 데뷔했다. 2004년 새너제이 어스퀘이크스에 입단했다. 그러나 한경기에도 출장하지 못했으며, 결국 2005년 로스앤젤레스 갤럭시로 트레이드되었다. 2008년 로스앤젤레스 갤럭시와 다년계약을 맺었으나 2009년 2월 포틀랜드 팀버스로 이적했다.